# Aril-alcol deidrogenasi (NADP+)
La aril-alcol deidrogenasi (NADP+) è un enzima appartenente alla classe delle ossidoreduttasi, che catalizza la seguente reazione:
un alcol aromatico + NADP+ ⇄ una aldeide aromatica + NADPH + H+
L'enzima agisce anche su aldeidi alifatiche, sebbene la cinnamaldeide sia il substrato migliore.